# Jan Serce
Jan Serce – polski, obyczajowy serial telewizyjny z 1981 w reżyserii Radosława Piwowarskiego z Kazimierzem Kaczorem w roli głównej.

## Fabuła
Serial opowiada o sercowych perypetiach kanalarza z warszawskiej Woli, od dzieciństwa mieszkającego przy ul. Okopowej, tytułowego bohatera. Serial utrzymany jest w konwencji melodramatu. Tytułowego bohatera zagrał Kazimierz Kaczor.
Jan Serce to wrażliwy idealista, człowiek szlachetny i dobroduszny. Pomimo skończonych 40 lat w dalszym ciągu poszukuje swojej drugiej połówki, mieszkając wraz z matką, samotną wdową. Szukając odpowiedniej partnerki, decyduje się na małżeństwo z rozsądku, wiąże z samotną matką, ulega wdziękom zafascynowanej nim nastolatki i zakochuje w żonie najlepszego przyjaciela. W międzyczasie odnajduje tę jedyną, z którą los łączy go dopiero po czasie.

## Lista odcinków
1. Swaty
2. Lusia
3. Mgiełka
4. Pieszczoty
5. Zgryzoty
6. Chłopaki
7. Raz kozie śmierć
8. Matylda
9. Pożar serca
10. Kalina

## Obsada
- Kazimierz Kaczor – Jan Serce

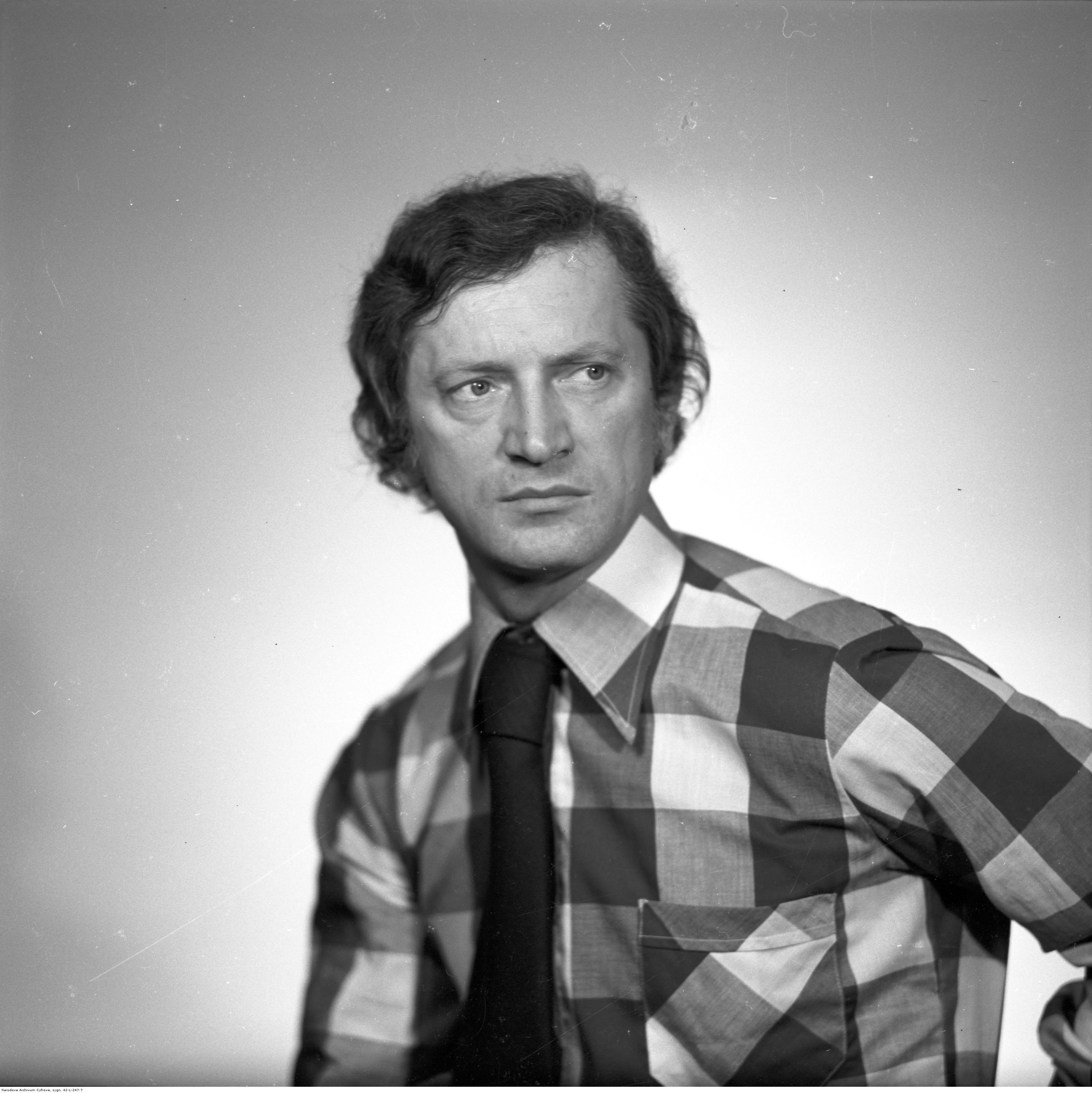
W roli Piotra Krukowskiego, przyjaciela Jana Serce, wystąpił Marian Kociniak

- Jadwiga Kuryluk – Antonina Serce, mama Janka
- Marian Kociniak – Piotr Krukowski, przyjaciel Janka
- Anna Nehrebecka – Małgosia Krukowska, żona Piotra
- Wiesław Michnikowski – Julian Jabłkowski, przyjaciel Pani Antoniny
- Jadwiga Jankowska-Cieślak – Kalina „Mgiełka”, miłość Janka
- Hanna Stankówna – Lusia Stawska, niedoszła żona Janka
- Ewa Szykulska – fryzjerka Danuta Uljasz, kolejna miłość Janka
- Joanna Pacuła – Gabriela „Gabi” Metelska, siostrzenica Małgosi Krukowskiej
- Halina Piwowarska – Matylda, kochanka Piotra
- Władysław Kowalski – Jacek Maziarski, kolega Jana z czasów szkolnych
- Wiktor Zborowski – Stefan „Bociek” Bocian, kolega Jana z czasów szkolnych
- Andrzej Herder – zakonnik Wiktor Ostalczyk, brat Klemens, kolega z czasów szkolnych
- Sława Kwaśniewska – szefowa z kanałów, adoratorka Janka
- Jan Himilsbach – kanalarz Józef Kieliszek
- Włodzimierz Musiał – kanalarz Rajmund
- Czesław Nogacki – kanalarz Tycjan Mielczarski
- Katarzyna Zabłocka – Kasia, córka Krukowskich
- Magdalena Scholl – Halinka, córka Krukowskich
- Irena Maślińska – Helena Stawska, matka Lusi
- Adam Probosz – Stasio „Sowa”, syn Danuty
- Stanisław Brudny – Aleksander Uljasz, mąż Danuty
- Jarosław Gajewski – Rafał, narzeczony Gabrysi
- Krystyna Feldman – sąsiadka Krukowskich
- Maria Białobrzeska – urzędniczka USC
- Stanisław Marian Kamiński – Nowicki, kuracjusz w sanatorium

W pozostałych rolach
| - Franciszek Bazan – portier w ogrodzie botanicznym - Hanna Bedryńska – żona ordynatora sanatorium - Emil Budzisz – gospodarz na Kaszubach - Irena Budzisz – gospodyni na Kaszubach - Irena Folta – uczestniczka balu samotnych (pani nr 18) - Ewa Frąckiewicz – szefowa biura matrymonialnego "Swatka" - Jerzy Gajewski – ojciec na Dworcu Centralnym - Teodor Gendera – dzielnicowy - Zofia Gienieczko – urzędniczka w biurze przyznającym mieszkania - Monika Goździk – lekarka pogotowia na Dworcu Centralnym - Wiesława Grochowska – Witucka, sąsiadka Serców - Józef Grzeszczak – facet przy barze - Janina Jabłonowska – ordynator szpitala - Kazimierz Jaworski – leśnik - Ewa Jeziorna – urzędniczka w biurze matrymonialnym „Swatka” - Aleksander Kalinowski – Aleksander „Rudy” Komuda, członek drużyny - Barbara Kamasa – wodzirejka na balu dla samotnych - Anna Kaźmierczak – pacjentka na korytarzu szpitala - Włodzimierz Kłosiński – konduktor - Genowefa Korska – gosposia w domu ordynatora - Tadeusz Kożusznik – malarz remontujący mieszkanie - Zenona Kudanowicz – babcia, sąsiadka Serców - Włodzimierz Kwaskowski – jubiler, znajomy Jana - Wacław Marudzki – uczestnik balu samotnych (pan nr 63) |  | - Radzisław Mączewski – redaktor „Kuriera Polskiego”, organizator turnieju piłkarskiego - Bożena Michalska – dziewczyna na stacji - Janina Nowicka – Halina Pawlak, sąsiadka Jana - Lech Ordon – ordynator sanatorium - Hanna Orsztynowicz – charakteryzatorka Mariola, dziewczyna Tycjana - Stefan Paska – Stanisław Krupiński, zawodnik Polonii Warszawa - Radosław Piwowarski – taksówkarz - Monika Skowrońska – właścicielka strzelnicy - Alicja Sobieraj – Lodzia, salowa w szpitalu - Piotr Stefaniak – księgarz - Diana Stein – urzędniczka - Ewa Sudakiewicz – Basia, barmanka w restauracji - Zbigniew Suszyński – chłopak z wieżowca Krukowskich - Zdzisław Szymański – Pawlak, sąsiad Jana - Tadeusz Teodorczyk – właściciel restauracji, kolega Rajmunda - Janina Tur – uczestniczka balu samotnych (pani nr 57) - Jerzy Tyczyński – Buła, kuracjusz w sanatorium - Eugeniusz Wałaszek – Witucki, sąsiad Serców - Maria Wawszczyk – urzędniczka - Lena Wilczyńska – Millerowa, sąsiadka Serców - Danuta Wodyńska – Genowefa, żona Rajmunda - Marian Wojtczak – kuracjusz w sanatorium - Michał Zabłocki – Dziuba, kolega „Sowy” - Ewa Zdzieszyńska – pielęgniarka w sanatorium - Jerzy Rogowski – facet |

## Inne informacje
- Plenery serialu: Warszawa, Łódź, Piotrków Trybunalski, Otwock, Warka (stacja kolejowa).
- Piosenka pilotażowa serialu – „Uciekaj moje serce” – została stworzona przez duet: Seweryn Krajewski (muzyka) i Agnieszka Osiecka (słowa)[1]. Początkowo tekst do melodii Krajewskiego, pod roboczym tytułem „Piach”, napisał Krzysztof Dzikowski, a piosenkę nagrały Czerwone Gitary w języku niemieckim jako „Wie Sand im Wind”[2].
- Serial przeszedł rekonstrukcję cyfrową[3], dofinansowaną ze środków Unii Europejskiej w ramach programu operacyjnego Polska Cyfrowa na lata 2014-2020. Odcinki dostępne są w serwisie TVP w proporcjach 4:3 (oryginalna) oraz 16:9 (wersja powstała na bazie uciętej górnej i dolnej części oryginalnego obrazu).